# Spektroskopska vrpca
Spektroskopska vrpca je pojava apsorpcije ili emisije kontinuiranog dijela spektra kod nekih tvari.
Atomi apsorbiraju ili emitiraju točno određene valne duljine, pa u spektrima pokazuju oštre linije, kažemo da imaju linijske spektre. To je zato što atomi mogu apsorbirati (ili emitirati) zračenje pobuđivanjem (ili relaksiranjem) elektrona. (Zapravo molekule, pored elektronskih prijelaza imaju i nuklearne prijelaze i prijelaze nuklearnog spina; zbog spin-orbitalnog sprezanja, te spin-spin sprezanja spektralne linije se cjepaju na nekoliko linija.)
Molekule, kristali i amorfne tvari, za razliku od atoma imaju vrpčaste spektre, jer pored elektronskih prijelaza imaju i vibracijske i rotacijske prijelaze. Vibracijski prijelazi imaju stotinjak puta manju energiju od elektronskih prijelaza, a rotacijski desetak tisuća puta. Svaki elektronski prijelaz prati mnoštvo vibracijskih prijelaza, a svaki vibracijski prijelaz prati mnoštvo rotacijskih prijelaza, tako da umjesto jednog prijelaza imamo posla s nizom prijelaza različite (ali bliskih) energija. Zbog toga se vrpce u molekulskim spektrima zapravo sastoje od niza linija. Spektroskopijom visokog razlučivanja možemo vidjeti pojedine linije.
Kod molekula koje nemaju sasvim sređenu strukturu; npr. vodikovu vezu, vrpca će potjecati od prijelaza različitih molekula koje imaju blago različite geometrije (kod vodikovih veza, vodikovi atomi mogu biti u različitim položajima između dva elektronegativna atoma). Iz istih razloga, tekućine imaju vrpčaste spektre, jer se pojedine molekule nalaze u različitim okruženjima. Kristali, za razliku od slobodnih atoma nemaju energijske razine točno određene energije, već energijske razine poprimaju široke pojaseve, koje se također nazivaju vrpce. Kako prijelaz može biti između bilo kojeg dijela popunjene energijske vrpce u bilo koji dio nepopunjene vrpce, tada emitirani odnosno apsorbirani fotoni mogu imati bilo koju energiju koja odgovara razlikama tih dijelova energijskih vrpci. Zbog toga kristalne i amorfne tvari imaju spektralne vrpce.
Pojam vrpca je u spektroskopiji rezultat neispravnog prijevoda s njemačkog jezika die band, što znači skupina, sastav, a ne vrpca, traka.